# Comuna Sosnówka
Sosnówka este o comună (în poloneză: gmina) rurală în powiat Biała Podlaska, voievodatul Lublin, Polonia.
Comuna acoperă o suprafață de 148,43 km² și are, potrivit datelor din anul 2006, o populație de 2.747.